# Elena Salvador
Elena Salvador Irigoyen (Madrid, 1868-Madrid, 12 de noviembre de 1964) fue una actriz española.

## Biografía

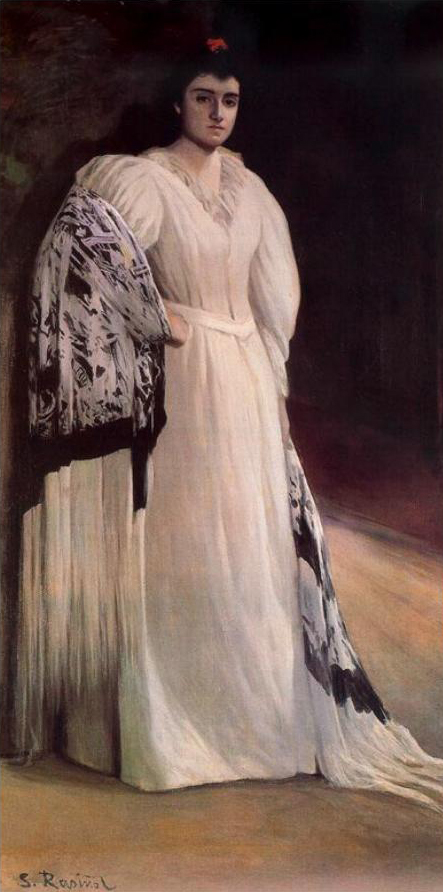
Retrato al óleo de Santiago Rusiñol (1896).

Elena Salvador, una de las principales exponentes de la escena española en el primer tercio del siglo XX, nació en Madrid, España, en 1868. En la década de 1900 entra a formar parte de la por entonces principal compañía teatral de España: La de María Guerrero y Fernando Díaz de Mendoza. Con ellos estrena obras de los más destacados dramaturgos del momento, como Jacinto Benavente (La princesa Bebé, 1906; Campo de armiño, 1916; La vestal de Occidente, 1919), los Hermanos Álvarez Quintero (El genio alegre, 1907), Ángel Guimerá (La araña, 1908); Eduardo Marquina (Las hijas del Cid, 1908; El retablo de Agrellano, 1913), Manuel Linares Rivas (Añoranzas ,1906; La fuente amarga, 1910), Francisco Villaespesa (El alcázar de las perlas, 1911) o  Benito Pérez Galdós (Alceste, 1914).
Dotada también de dotes para la comedia, en 1910 estrenó la famosa zarzuela La corte de Faraón.
En cuanto a su carrera cinematográfica, debutó en 1926 con Cabrita que tira al monte (1926) y un año después formaba parte del reparto de La chica del gato y en 1946 actuó en la película de Argentina, Un beso en la nuca dirigida por Luis Mottura.
Casada con el actor y director José García-Riquelme y Venero, José Riquelme, fallecido en 1905, ambos fueron padres del actor Antonio Riquelme. Elena Salvador habría fallecido en su ciudad natal el 12 de noviembre de 1964.[cita requerida]